# Ваљевски округ
Ваљевски округ је био административни округ Кнежевине Србије, Краљевине Србије и Краљевине Срба, Хрвата и Словенаца.
Број становника 1910. је износио 157.648, а на попису 1921. је забележено 133.984.
Увођењем области КСХС, округ постаје Ваљевска област 1922-29, која је затим укључена у Дринску бановину, са седиштем у Сарајеву.